# أرنولد ك. أوتو
أرنولد ك. أوتو (بالإنجليزية: Arnold C. Otto)‏ هو سياسي أمريكي، ولد في 27 يوليو 1887، وتوفي في 17 مارس 1965. حزبياً، نشط في الحزب الجمهوري. وقد انتخب عضو جمعية ولاية ويسكونسن.